# Pitrufquén
Pitrufquén (mapudungún: Lugar de cenizas) es una ciudad y comuna de la zona sur de Chile, de la provincia de Cautín en la Región de la Araucanía. Su superficie es de 580,7 km². Está situada a 38°59′ latitud sur, y 72°38′ longitud oeste. Su origen se encuentra en la fortaleza fundada en 1898, en el curso medio del río Toltén.
La población de Pitrufquén se caracteriza por tener un origen múltiple, esto debido a que sus miembros poseen antecedentes de diferentes culturas, destacando el legado histórico español y mapuche, y de los inmigrantes procedentes principalmente de Francia, Italia, Alemania, Holanda, Austria, Bélgica, Suiza y Hungría, venidos durante el periodo histórico de la colonización europea de la Araucanía. En la actualidad, la mayor población de origen extranjero reside en Faja Maisan y está compuesta en su mayoría por descendientes de alemanes, neerlandeses y suizos, cuyos antepasados llegaron a La Araucanía entre 1903 y 1912.

## Historia

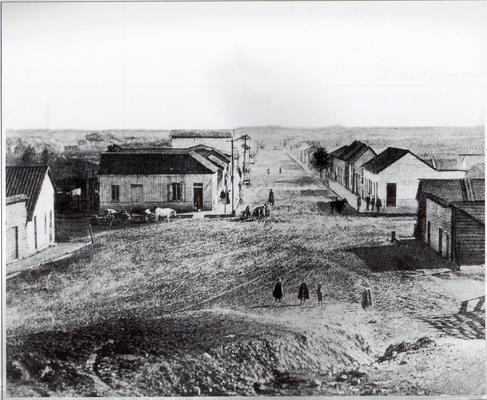
Antigua foto del sector Alto de Pitrufquén

La primera población se asentó en 1836, cuando habitaban en esta zona 290 personas estimuladas por la donación de terrenos de parte del lonco Ambrosio Paillalef.
Según el Diccionario Histórico de Chile, Pitrufquén fue fundada oficialmente por decreto supremo el 2 de enero de 1897 con el nombre de Lisperguer. Sin embargo, el Diccionario Histórico Geográfico de La Araucanía, de Juan Valderrama, señala que el año de fundación sería 1892, coincidiendo con Lisperguer como su primer nombre.
Los actuales terrenos en donde se emplaza la ciudad fueron donados por el lonco Ambrosio Paillalef, el 3 de enero de 1836. Posteriormente, fueron planificados por el ingeniero Lisperguer quien consiguió el 1 de enero de 1896 la carta de planificación urbana de la ciudad.
Documentos pertenecientes a la municipalidad, señalan que el 15 de diciembre de 1898 según el decreto supremo 01, se fundó oficialmente la comuna de Pitrufquén. A su vez, la Ilustre Municipalidad de Pitrufquén se constituyó el 3 de mayo de 1902, siendo su primer alcalde Federico Altamirano.
Se conocen tres versiones sobre el origen de la palabra Pitrufquén. Una de ellas afirma que deriva de los vocablos mapuches "piti", pequeño, y "lafken", mar o lago. La segunda que significa entre cenizas o muchas cenizas, como derivación de "piti" y "truquen", y la tercera "pü trafkiñ" referente a un lugar de intercambio o comercio.

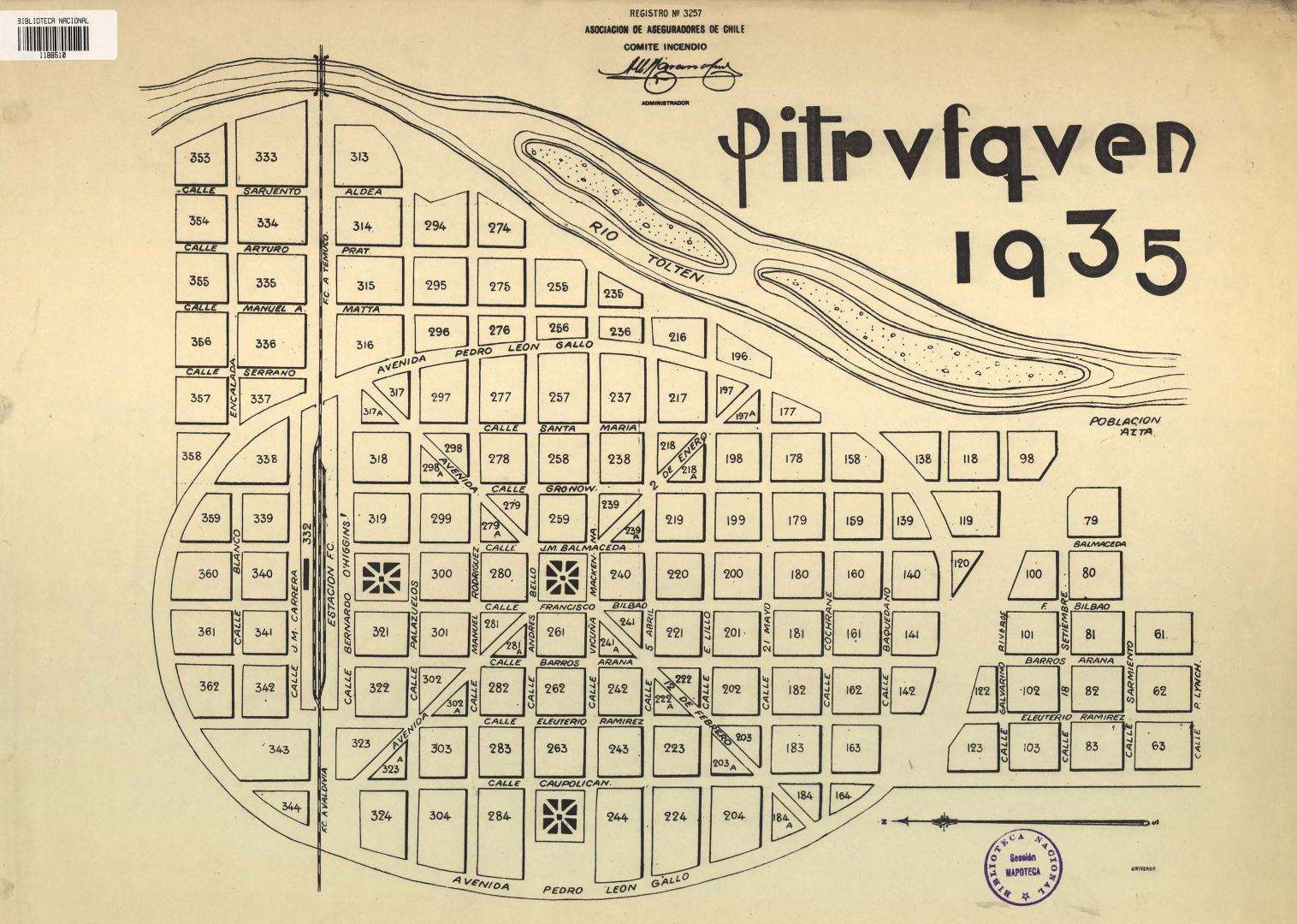
Plano de la ciudad de Pitrufquén en 1935.

A partir de 1898, Pitrufquén comienza una etapa de desarrollo económico gracias a su potencial agrícola y al impulso de su población de origen mixto. Colonos venidos de Alemania y Suiza entre los años 1903 y 1912, formaron la actual Faja Maisan. En esa época, se terminan los trabajos del ferrocarril que llega a la ciudad, una vez terminado el Puente ferroviario Toltén sobre el río del mismo nombre junto con la estación de trenes. Sus habitantes, que vivían en la parte alta del pueblo, comienzan a descender al llano, construyendo sus casas cerca de la estación del ferrocarril.
Resultado de la administración política establecida por las Leyes Federales de 1826, el territorio de Pitrufquén perteneció a la antigua provincia de Valdivia, la que originalmente fue integrada por las Delegaciones de Valdivia, La Unión y Osorno. En 1910, y en virtud de la ley 2364, se establece el Departamento de Villa-Rica, cuya capital fue el pueblo de Pitrufquén, del territorio producto de una escisión del Departamento de Valdivia. Posteriormente, en virtud del DFL 8583 de 1928, Pitrufquén deja de ser la capital del departamento de Villarrica, para dar paso a Loncoche. Este decreto también establece que la subdelegación retorne a llamarse temporalmente Lisperguer. Finalmente, en virtud de la ley 5960 del año 1937, es creado el Departamento de Pitrufquén, con capital en la ciudad homónima, a cuya administración pertenecieron las subdelegación de Gorbea, Toltén y Pitrufquén, dependiendo de la provincia de Cautín. El departamento de Pitrufquén fue suprimido en la década de 1970, con la implementación de la Nueva División Político Administrativa. La antigua Gobernación Departamental estaba ubicada en calle Andrés Bello, entre Bilbao y Barros Arana.

## Medio ambiente

### Geomorfología y componentes abióticos

Trazado simplificado de los ecosistemas y cuerpos de agua presentes en la comuna de Pitrufquén.

La comuna de Pitrufquén se encuentra emplazada en las unidades geomorfológicas de Llano central con morrenas y conos, Cordillera de la costa y Llanos de sedimentación fluvial o aluvional; y presenta según la clasificación climática de Köppen clima mediterráneo de lluvia invernal (Csb) y clima templado lluvioso con leve sequedad estival (Cfb (s)). Esta además se halla entre las cuencas hidrográficas de río Queule y río Toltén. Además, la comuna posee diversos cuerpos de agua, entre los que se destacan el río Donguil, río Quinque, río Toltén y río Voipir.

### Componentes bióticos
Dentro del territorio de la comuna se pueden hallar los siguientes ecosistemas:
- Bosque caducifolio templado donde predominan Nothofagus obliqua y Laurelia sempervirens (En peligro)
- Bosque laurifolio templado interior donde predominan Nothofagus dombeyi y Eucryphia cordifolia (Preocupación menor)

### Medidas de protección ambiental y conflictos socioambientales
Hasta 2022, la comuna de Pitrufquén cuenta con un área territorial destinada a la protección ambiental:
- Mahuidanche - Lastarria (Sitios Ley 19.300)[11]

## Demografía

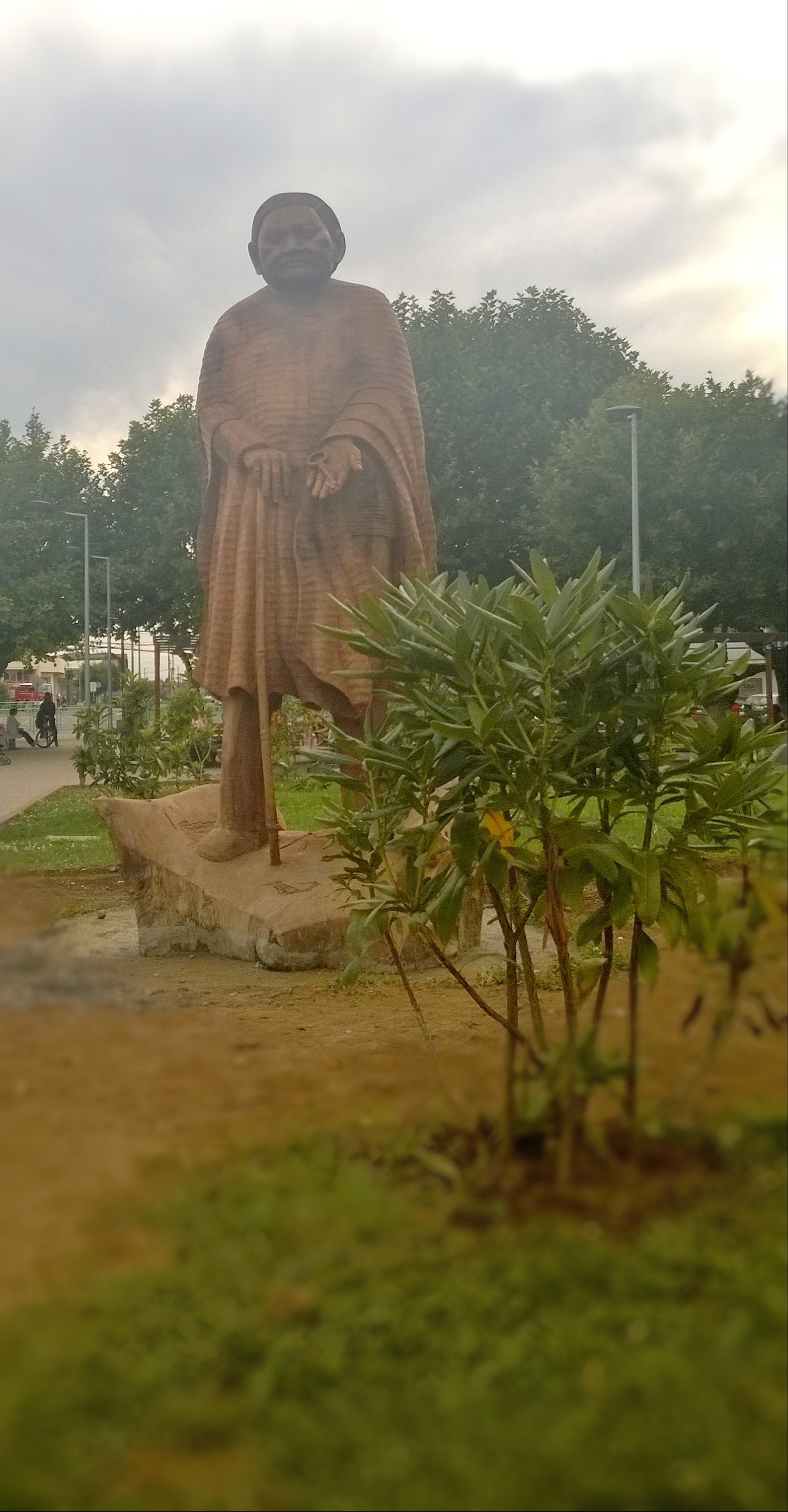
Representación artística tallada en madera del Cacique Ambrosio Paillalef en Pitrufquén.

Esta comuna, de acuerdo a las proyecciones de población, tendría del orden de 26.096 habitantes el año 2020, lo que representa el 2,4% de la población proyectada para la región de La Araucanía y 0,1% de la población proyectada en el país.
Las actividades comerciales se realizan en las principales calles de la ciudad, tales como Francisco Bilbao, 2 de Enero, 12 de Febrero, Andrés Bello y Manuel Rodríguez. Mañanas y tardes de los días laborales, las calles principales suelen estar más concurridas por los vecinos que habitualmente realizan la compra de abarrotes y hortalizas. En el sector ultra-estación o Pitrufquén Poniente, el comercio se desarrolla en calles como Casanova y Balmaceda. Las cercanías de varios establecimientos educacionales a la plaza principal Pedro Montt, hace que esta sea visitada asiduamente por jóvenes quienes la disfrutan ya sea de paso o para practicar deportes urbanos o charlar.
Los habitantes de los sectores rurales se encuentran en variadas sedes vecinales esparcidas por el territorio comunal, además de ser comunes la práctica de la pesca y la caza en tales sectores. Para efectos del censo, el territorio rural de comuna se divide en los distritos censales de Nueva Etruria, Comuy, Quilquilco, Millahuín y Polul.

### Ciudad de Pitrufquén

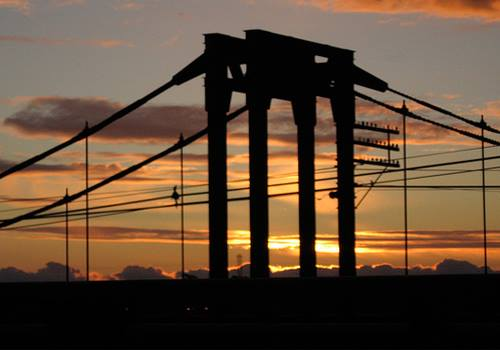
Atardecer sobre el puente ferroviario en Pitrufquén

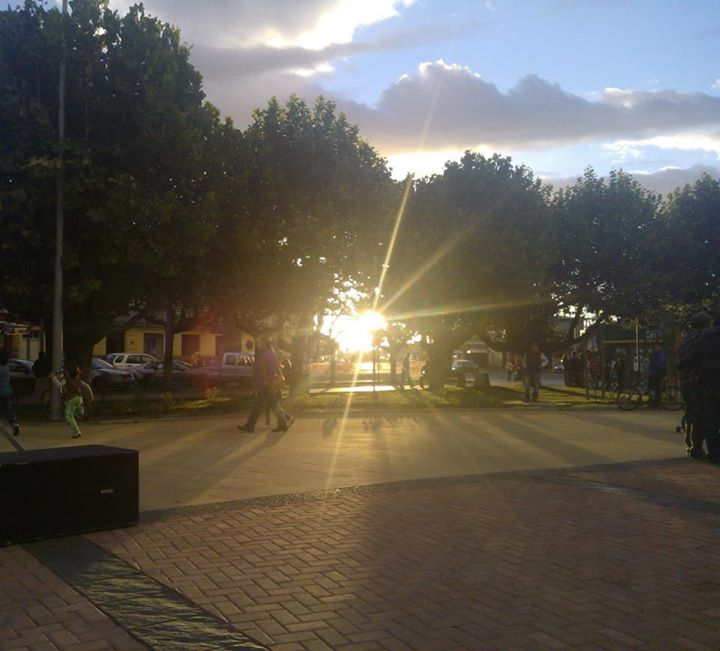
Atardecer en la plaza Pedro Montt

En el sector céntrico de la ciudad se encuentran alojados la mayor parte de comercios y servicios públicos. En torno a la plaza Pedro Montt, se encuentran la Ilustre Municipalidad, el Juzgado de Garantía de Pitrufquén, el Banco del Estado y el Fiscalía Local. Muy cerca de ella, se alojan el juzgado de letras, el juzgado de garantía y la notaría, además del centro cultural y biblioteca pública municipal
En calles como Francisco Bilbao se encuentran sucursales de grandes cadenas de supermercados, farmacias y mini-markets que abastecen de víveres a los vecinos de forma longitudinal.
Inmediatamente al costado oriente de la autopista Ruta 5 Sur, está ubicada la plaza de Los Héroes, en donde se realizan los actos cívico-militares, por contar con bustos de algunos de los principales héroes militares del país, como Ignacio Carrera Pinto, Arturo Prat Chacón, Hernán Merino Correa y Dagoberto Godoy. Esta plaza constituye la principal área verde dentro del plano urbano, concurrido principalmente por familias los fines de semana. Además, separada de la ciudad, la Isla Municipal se constituye como el principal balneario de origen fluvial. En este lugar es posible practicar la pesca deportiva.
La línea Férrea y la Autopista Ruta 5 sur dividen en forma longitudinal a la ciudad, creando un sector céntrico y mayor, donde se alojan gran parte de los servicios públicos y otro llamado "Ultra estación" o Pitrufquén Poniente donde ha habido un gran desarrollo habitacional, pero no así de servicios. Para enfrentar este déficit, en los últimos años se ha construido un nuevo Gimnasio y un centro de salud familiar de iniciativa y administración municipal. Además, la iniciativa privada ha montado centros educacionales como el colegio Monseñor Guillermo Hart (antes emplazado en el centro de la ciudad), y el reciente Forest School, así también de industrias como Molco y variados comercios.
De un marcado tono residencial y de servicios terciarios en la ciudad, sin embargo Pitrufquén cuenta con varios complejos industriales dentro del área urbana como Surlat (lácteos), y Molco (maderas y muebles).

## Administración

### Municipalidad

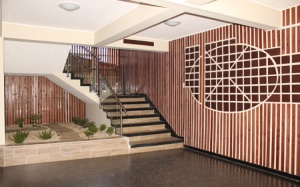
Hall Central de la Municipalidad de Pitrufquén

La Ilustre Municipalidad de Pitrufquén es dirigida durante el periodo 2021-2024 por la alcaldesa Sra. Jacqueline Romero Inzunza (RN) junto a su concejo, compuesto de los concejales:
- Pedro Lizama Díaz (UDI)
- Felipe Barril Riquelme (Independiente)
- Valeria Brun Maricán (RN)
- Roxana San Martín Bilbao (PPD)
- Amelia Riquelme Valenzuela (AxCH)
- Lorenzo Silva Cariman (AxCH)

### Representación parlamentaria
Pitrufquén integra junto a las comunas de Padre Las Casas, Temuco, Carahue, Cholchol, Freire, Nueva Imperial, Saavedra, Teodoro Schmidt, Cunco, Curarrehue, Gorbea, Loncoche, Pucón, Toltén y Villarrica el distrito N.º 23 y, con el resto de las comunas de la región, la XI Circunscripción. Es representada en el Congreso Nacional por los/as senadores/as  Jaime Quintana PPD (10,5%, Fuerza de la Mayoría), Francisco Huenchumilla de DC (11,3%, Convergencia Democrática), Felipe Kast de Evópoli (19,0%. Chile Vamos), Carmen Gloria Aravena de Evópoli (1,2%, Chile Vamos) y José García Ruminot  de RN (9,6%, Chile Vamos) y por los diputados  Ricardo Celis (PPD), Fernando Meza (PR), Andrés Molina (Evopoli), Sebastián Álvarez (Evopoli), René Manuel García (RN), Miguel Mellado (RN) y René Saffirio (IND).

### Otras autoridades
En 2020, los consejeros regionales para el distrito Cautín II son:
- Carmen Phillips Sáenz (UDI)
- Gilda Mendoza Vásquez (RN)
- Ítalo Castagnoli Leonelli (RN)
- Eduardo Hernández Schmidt (RN)
- Hilario Huirilef Barra (DC)
- Miguel Jaramillo Salazar (DC)
- Ricardo Herrera Floody (AxCH)
- Marcelo Carrasco Carrasco (Independiente)

## Economía

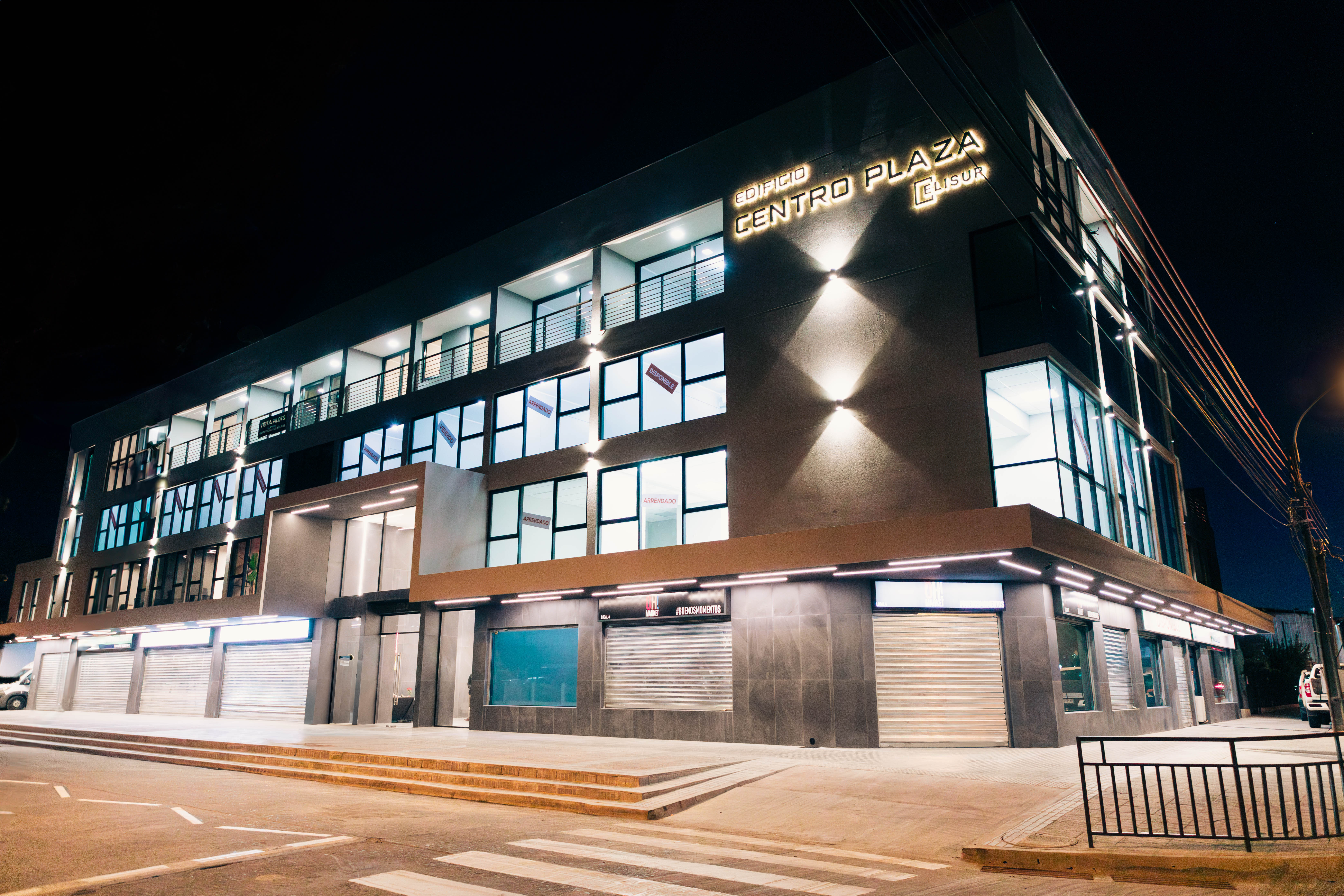
Edificio Centro Plaza Pitrufquén. primer edificio de departamentos y oficinas en la ciudad.

En 2018, la cantidad de empresas registradas en Pitrufquén fue de 312. El Índice de Complejidad Económica (ECI) en el mismo año fue de 0,05, mientras que las actividades económicas con mayor índice de Ventaja Comparativa Revelada (RCA) fueron Mantenimiento y Reparación de Vehículos Automotores (71,1), Cultivo de Avena (70,51) y Servicios de Demolición y el Derribo de Edificios y Otras Estructuras (47,88).

### Industria
La industria más antigua, y que ha pasado por diferentes etapas de administración y mejoramiento, es la antigua empresa Leche Sur;  la que ha transitado por distintas administraciones, como la de Nestlé y la de Lácteos Surlat. Actualmente, esta empresa de suministros lácteos está bajo el dominio de Surlat Industrial, proveyendo productos lácteos al mercado nacional.
La industria madera es liderada por la empresa Molco S.A., ubicada a la salida sur de Pitrufquén; contando con una experiencia de años en la elaboración y procesamiento de maderas nobles para la confección de productos altamente demandados en Chile y otros países, como pisos, puertas, muebles, entre otros. También, otras grandes barracas, tanto fuera y dentro de la ciudad, se dedican a la fabricación de maderas y muebles. 
En el rubro de la construcción, la presencia del holding Empresas ELISUR (inmobiliaria y constructora fundada en Pitrufquén en el año 2015) ha generado un importante dinamismo y desarrollo urbano en la ciudad creando proyectos inmobiliarios que superan los 5 mil millones de pesos tales como barrio Los Fundadores, el edificio Centro Plaza y el centro comercial LOV el cual viene a reemplazar la antigua tienda El Nilo. 

## Servicios públicos

### Seguridad pública

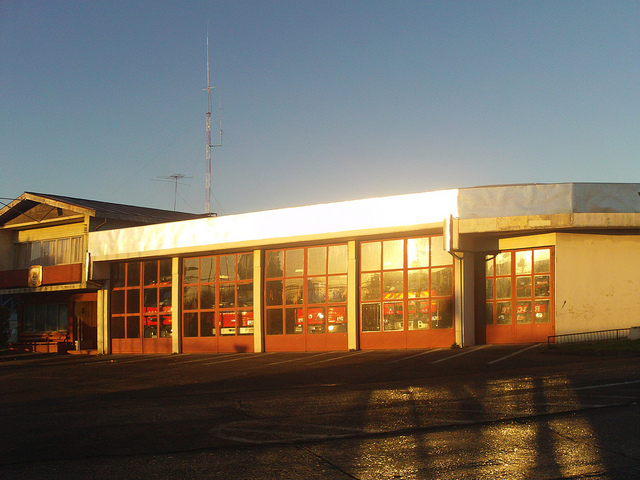
Cuartel General de Bomberos de Pitrufquén

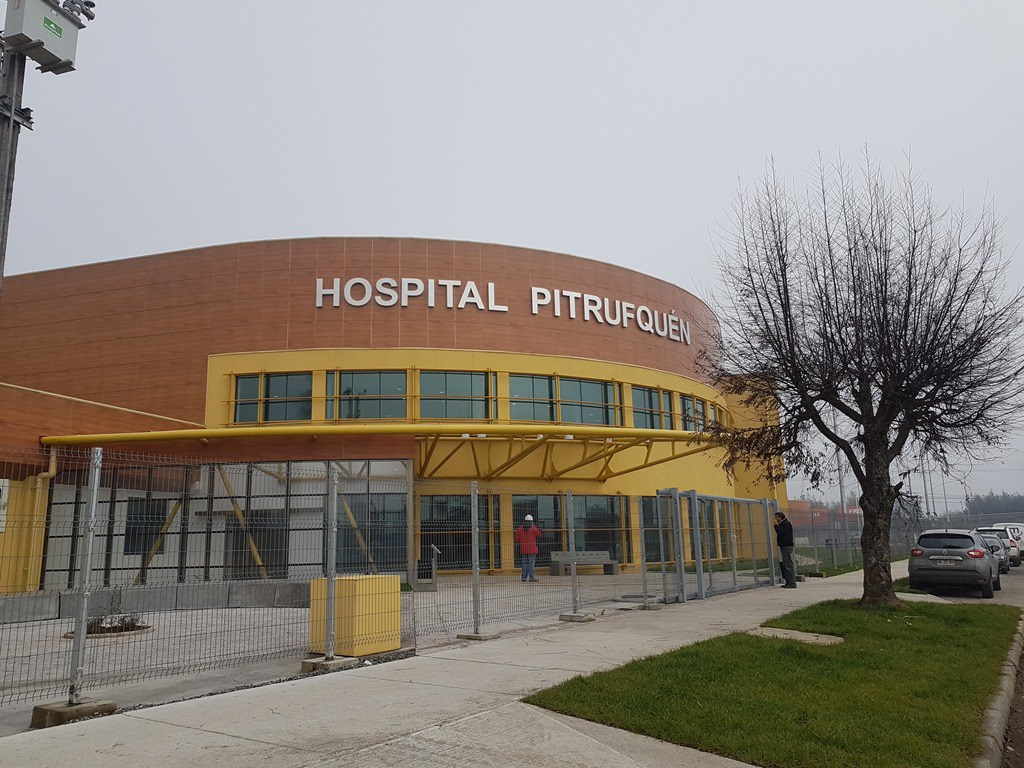
Frontis del nuevo Hospital de Pitrufquén, inaugurado en 2017.

La Primera Compañía de Bomberos de Pitrufquén fue fundada el 10 de septiembre de 1911, tras el incendio que destruyó a la antigua empresa CRAV. Los primeros cadetes, coordinados junto a los vecinos del sector, adquirieron así baldes, palas, ganchos y mangueras de pulgada y media. Dos años más tarde, se construyeron pozos en las calles para apagar los incendios, puesto que los pozos particulares ya no daban abasto. Poco después, el cuartel de bomberos comenzó a realizar actividades a beneficio, y con el paso de los años, pudo adquirirse un carro, el que debía ser impulsado por la fuerza seis de sus cadetes. Actualmente, este carro se conserva como una reliquia en el frontis del cuartel de Bomberos. Más tarde, un 27 de diciembre de 1937, es creada la Segunda Compañía; el 24 de diciembre de 1954, la Tercera Compañía; y en 1982, debuta la Cuarta Compañía de Faja Maisan. En la actualidad, Pitrufquén cuenta con siete compañías de Bomberos, siendo una de las comunas que cuenta con más compañías en la Región.
La ciudad cuenta con un Cuartel de la Policía de Investigaciones, una Comisaría de Carabineros, un centro de Detención administrado por Gendarmería y un Cuartel de Bomberos integrado por siete compañías. 

### Salud
El antiguo hospital, dañado por el Terremoto del 27 de febrero del 2010 fue reemplazado con un gran complejo hospitalario que fue inaugurado en 2017, durante el segundo mandato de la ex-presidenta Michelle bachelet.

### Educación

#### Liceo Politécnico de Pitrufquén

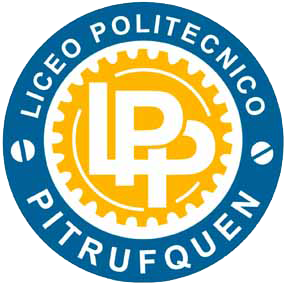
Logo Liceo Politécnico de Pitrufquén

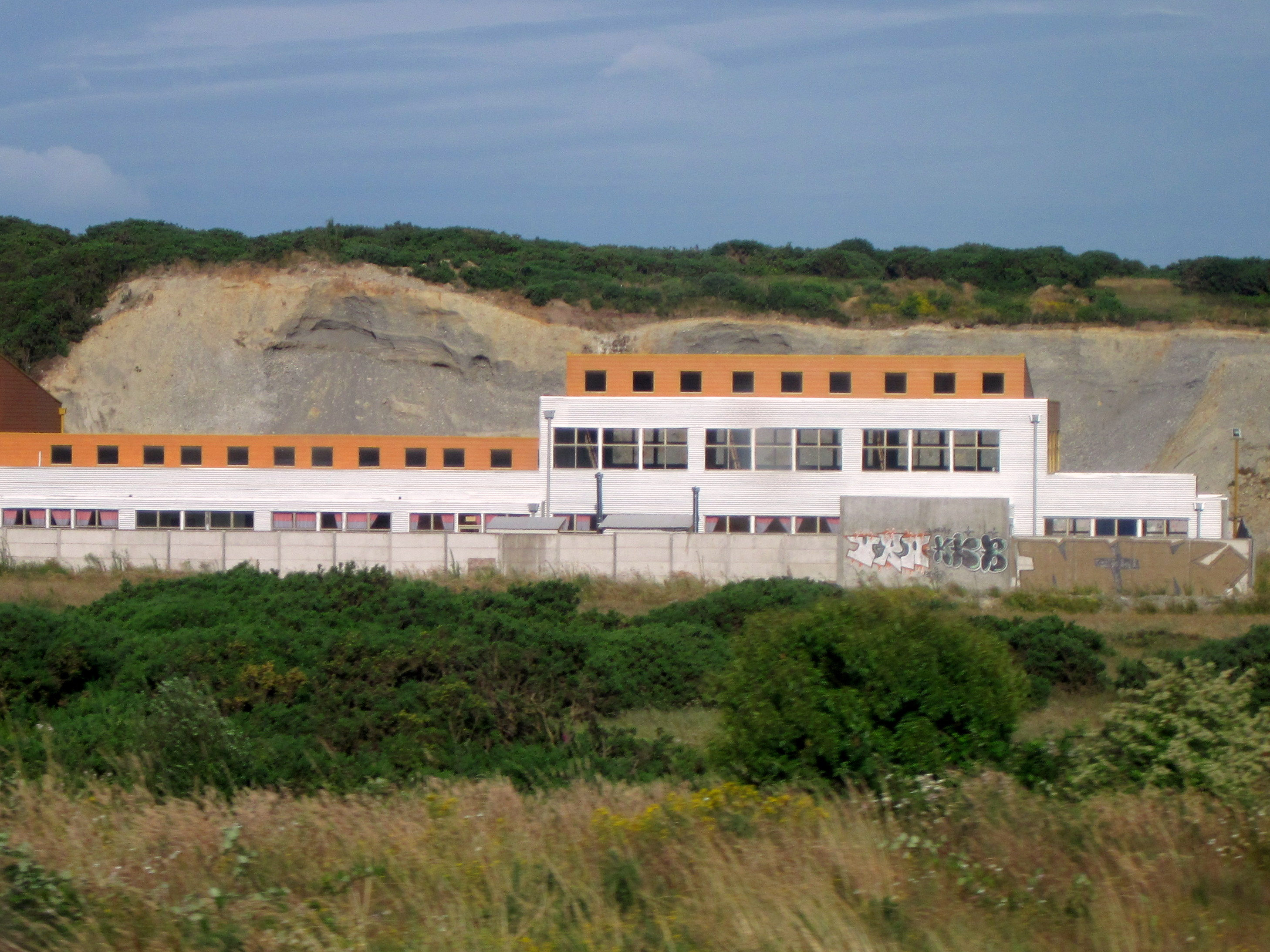
Escuela Leonardo da Vinci

En el segundo semestre de 1981 comienza a tomar fuerza en la comuna de Pitrufquén la idea de crear en esta ciudad un establecimiento educacional capaz de impartir formación técnica de calidad a jóvenes estudiantes que les permitiera incrementar y mejorar sus posibilidades de acceso al mundo laboral.
Bajo la asesoría de directivos del Liceo Politécnico Pueblo Nuevo de Temuco más profesores de diversos establecimientos de Pitrufquén, se inicia en marzo de 1982, en dependencias de un conocido club deportivo de Pitrufquén. Las clases que a esa fecha comprometían a 135 alumnos, quienes se repartían en tres cursos de Primero medio y uno de Segundo medio. En el principio, la oferta educacional se dividió en formación Científico Humanista para los dos primeros niveles y a partir del tercero, la opción por dos especialidades: Mecánica de combustión interna y automotriz e Instalaciones eléctricas de baja y alta tensión.
El progresivo aumento en el número de matrículas, -que en 1989 ya sumaba 450 alumnos- conllevó también que los estudiantes y apoderados solicitaran al Liceo diversificar y extender la oferta educativa, lo que llevó, entre otros aspectos, a cambiar su denominación de Liceo Industrial a Liceo Politécnico Pitrufquén, nombre que mantiene hasta hoy.
En 1991, el Liceo Politécnico comenzó a ser administrado por un grupo mayoritario de docentes que cumplían funciones pedagógicas en este desde hacía muchos años. El establecimiento, actualmente a cargo de la razón social Sociedad Educacional Pitrufquén Ltda. y con su lema “Una Alternativa con Futuro” ha elevado su matrícula a más de 700 alumnos distribuidos en 18 cursos a los que se imparte Enseñanza Técnico Profesional en las especialidades: Mecánica Automotriz, Electrónica, Contabilidad y Atención de Enfermos.

#### Liceo Bicentenario Ciencias y humanidades
El Comienzo…
El Liceo Municipal Bicentenario Ciencias y Humanidades es un establecimiento educacional que imparte educación desde 7°s a 4°s medios, urbano, ubicado en la comuna de Pitrufquén. Tuvo su origen en la creación del Liceo fiscal de Hombres de Pitrufquén en marzo del 1960, cuando un grupo de profesores primarios de la Escuela N.º 1 se unió en torno a un objetivo común; tener un establecimiento de educación secundaria donde pudieran continuar estudios los niños egresados de las escuelas básicas de la localidad.
Grandes Directores/as
Ese esfuerzo tuvo sus frutos y su inauguración oficial en su primer edificio fue en julio de 1961, y cuyo primer Director fue don Arturo López, sucedido por la sra. Marta Barría, don Ernesto Carrasco, don Andrés Espinoza, don Oscar Solano, sra. Bélgica Beltrán, don Héctor Guzmán Arias, don Juan Herrera Jofré, sra. Ana Zurita León, don Mario López Villa y actualmente liderado por la sra. Victoria Acuña Tapia quién ganó el concurso de Alta Dirección Pública (ADP).

Liceo C-33
Desde 1978 pasó a nominarse Liceo C-33 de Pitrufquén, en virtud de la ley que clasificó el establecimiento de la época;

Traspaso a la Municipalidad
En 1981 fue traspasado a dependencia de la Municipalidad de Pitrufquén.
Nuevo edificio
Durante el año 1987 se realizó la inauguración de su remodelado edificio ubicado en calle Gronow #679, para una matrícula de 240 alumnos en su jornada normal, infraestructura de vida útil para 20 años.

Jornada Escolar Completa
En el año 1996 se dio inicio, en forma anticipada, a la jornada escolar completa (JEC), como iniciativa de la comunidad escolar y cuya matrícula era de 180 alumnos; sin embargo, por la demanda de matrícula en años posteriores, fue necesario la adecuación de este edificio y de sus espacios educativos.
Liceo Ciencias y Humanidades
Fue necesaria la construcción de otras dependencias para atender las necesidades de los estudiantes, cuya infraestructura no reunía las condiciones requeridas para atender la población estudiantil del momento y a comienzos de la década del 90, pasó a llamarse Liceo de Ciencias y Humanidades de Pitrufquén, cuya matrícula alcanzó en esa época a 636 estudiantes, considerando la Educación de Adultos.
Educación de Adultos
El liceo dio la oportunidad a los internos del Centro de Detención Preventivo (CDP) de concretar sus estudios con una modalidad Científico – Humanista pero que finalmente no respondía a las expectativas de obtener un título que les permitiera capacitarse para enfrentar con éxito el mundo laboral, por estas razones el Liceo de Ciencias y Humanidades cambió su modalidad en la Educación de Adultos a Educación Técnico Profesional en el año 2003, en el sector maderero y en la especialidad de Productos de la Madera según la resolución exenta N.º 947 del 30 de junio de 2003.
Somos Liceo Bicentenario
En diciembre del 2020, el liceo adquiere la categoría de Liceo “Bicentenario”. Actualmente el Liceo Bicentenario Ciencias y Humanidades de Pitrufquén cuenta con una infraestructura adecuada a los tiempos modernos, con una capacidad para atender a 720 estudiantes, en su nueva ubicación Pedro León Gallo Sur n.º 665.

## Cultura
Una de las principales actividades culturales en la comuna es el Festival Internacional de Jazz.

### Isla Rock Pitrufquén

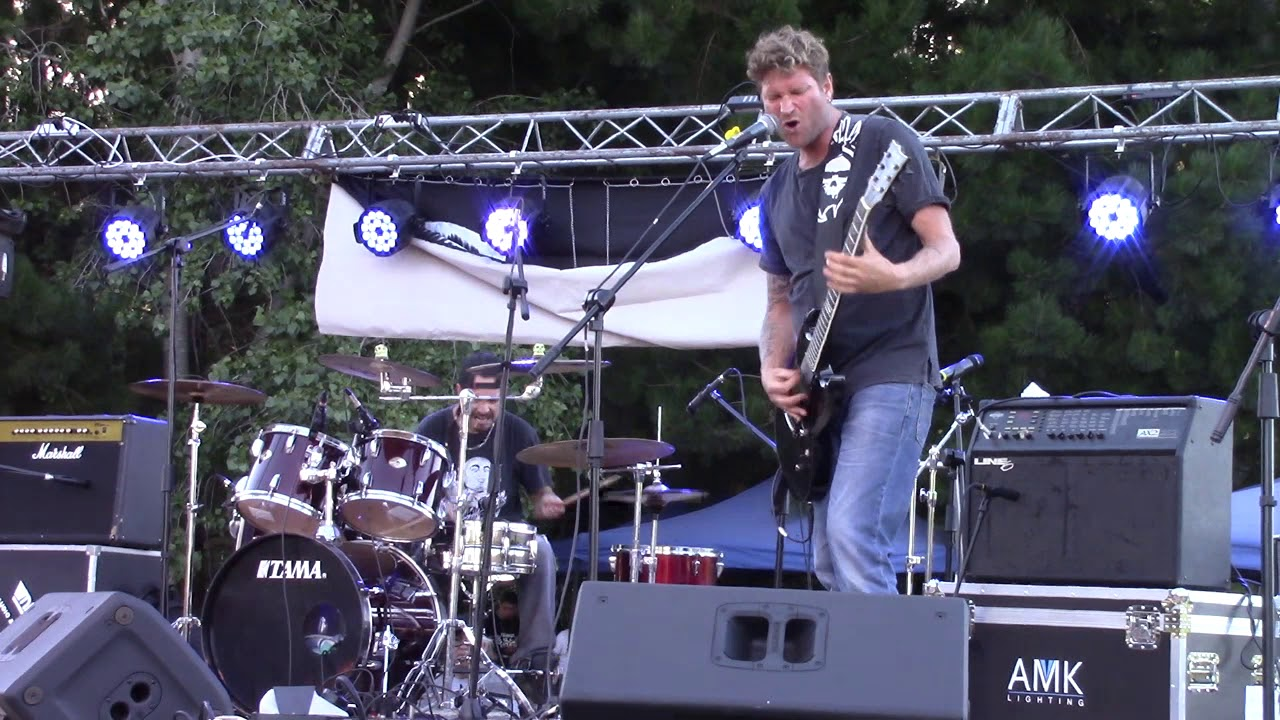
Presentación de la banda Metakiase en Isla Rock Pitrufquén. 2018.

Evento musical de carácter anual y gratuito que se ha venido efectuando desde el año 2015, en el recinto de la Isla Municipal a las orillas del Río Toltén. En sus años de realización, ha congregado a numerosos espectadores, quienes han disfrutado las presentaciones de destacadas agrupaciones musicales nacionales, al mismo tiempo que se ha convertido un espacio propicio para bandas emergentes. El evento, que partió en 2015 con su primera versión, ha logrado consagrarse como uno de los más importantes a nivel regional para los géneros rock, punk, ska y metal. En febrero de 2020, se desarrolló su sexta versión. Su principal motivo es la defensa del Río Toltén, ante lo que fue la fallida construcción de la Central Hidroeléctrica Los Aromos, proyecto de inversión que fue finalmente rechazado por la Comisión Regional de Medio Ambiente de la Araucanía en 2019.
En el ámbito de las artes plásticas, Pitrufquén cuenta con una organización de pintores llamada Oleos del Toltén, que a la fecha ha realizado varias exposiciones dentro y fuera de la comuna.[cita requerida]

## Transporte

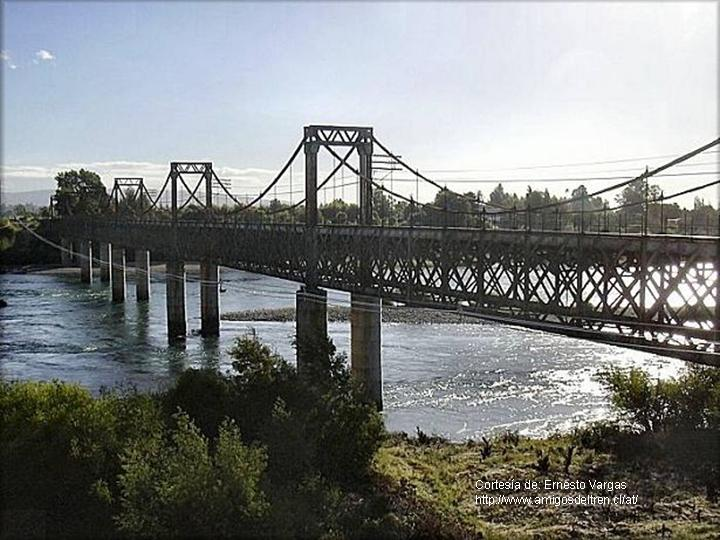
Puente Ferroviario de Pitrufquén, estructura icono de la ciudad.

### Vías de transporte
A su plaza central convergen cuatro calles diagonales, constituidas por la avenida 2 de Enero y avenida 12 de Febrero. De estilo francés, el diseño del plano ofrece especial atractivo, pues la avenida Pedro León Gallo entrega una circunvalación de sus manzanas manteniendo un aspecto oval del plano comunal, forma que se ha ido transformando debido al crecimiento de nuevas poblaciones fuera de esta circunvalación. 

### Conexiones
El longitudinal sur y la Autopista Ruta 5 sur dividen en forma longitudinal a la ciudad. La ciudad cuenta con la estación de trenes de Pitrufquén que reabrió sus servicios en 2023 para el servicio Tren Temuco-Pitrufquén.

## Deportes
El estadio municipal, la piscina y la reciente reacondicionada cancha Hospital, constituyen en su conjunto un centro deportivo a la periferia de la ciudad que se complementa con los dos gimnasios municipales, uno en calle Andrés Bello y el otro en sector ultra-estación, además de varias canchas vecinales. En 2013, Pitrufquén fue sede de la IRB Junior World Rugby Trophy, adaptando el estadio municipal temporalmente a la práctica del rugby. Además cuenta con una medialuna de rodeo, la cual será reacondicionada. Así mismo, Pitrufquén cuenta con una oferta de gimnasio y centro deportivo bajo la marca Winfit, el cual ofrece salas de musculación, clases dirigidas y canchas de fútbol y pádel. 

### Fútbol
La Selección de fútbol de Pitrufquén participó en la Copa Chile 1959.

## Personalidades destacadas
- Arcadio Escobar Zapata (1912-1988?): Abogado, director del Instituto Pedagógico Técnico (1970-1972), profesor emérito de la Universidad Técnica del Estado.
- Lautaro Labbé (1930-2014): Escultor, director del Museo de Arte Contemporáneo de Santiago (1972-1973).
- Gastón Lobos (1926-1973): Contador y político.
- Pedro Larrondo Jara (1927-2007): Marino y político.
- Enrique Tenorio Fuentes (1930-1973): Profesor Normalista (Normal de Victoria), Dibujante Técnico, (UTE). Regidor, Cofundador del Liceo de Pitrufquén.
- Carlos Bongcam Wyss (1934-2007): Escritor.
- Horacio Saavedra (1946): Compositor, director de orquesta y músico.
- Marcelo Calfuquir Henríquez (1950): Ingeniero, economista, exasesor ONU en Ginebra.

## Medios de comunicación

### Radioemisoras
FM
- 88.1 MHz - Radio Bío-Bío
- 89.3 MHz - UFRO Radio
- 90.7 MHz - FM Gente
- 92.1 MHz - ADN Radio
- 94.3 MHz - Estación Araucanía
- 94.7 MHz - Radio Universal
- 95.1 MHz - Radio Edelweiss
- 95.9 MHz - Radio Araucana
- 97.5 MHz - Radio Mirador
- 100.7 MHz - El Conquistador FM
- 101.3 MHz - Radio Esperanza